# المركز الليبي للمحفوظات والدراسات التاريخية
المركز الوطني للمحفوظات والدراسات التاريخية. (سابقا مركز جهاد الليبيين للدراسات التاريخية) هو مركز متخصص في الشؤون التاريخية في ليبيا. تمَّ إنشاءه في العام 1977 تحت اسم «مركز بحوث ودراسات الجهاد الليبي» وفقا لقرار من اللجنة الشعبية العامة في 17 أغسطس 1977 ومقره مدينة طرابلس. لاحقا عدل اسمه إلى «مركز جهاد الليبيين للدراسات التاريخية» العام 1980.
من بين أهداف المركز حسب قرار إنشائه تأصيل الجهاد الليبي عبر العصور، دراسة التطور التاريخي للتراث الليبي عبر العصور، بأغراض المركز، إجراء الدراسات الوثائقية وتجميع المخطوطات، الوثائق والمؤلفات المتعلقة بأغراض المركز.
كما قام المركز بتوثيق جميع مراحل الجهاد الليبي ضد الاستعمار الإيطالي من وثائق وروايات وصور فوتغرافية وأفلام وثائقية حيث يذكر موقع المركز الإلكتروني امتلاكه لما يزيد عن مليون وثيقة مكتوبة بين أصلية ومصورة، ونحو 70 ألف صورة وأكثر من 15 ألف رواية.
تشرف جامعة الفاتح في طرابلس على المركز اشرافا أكاديميا، وإن كان للمركز ميزانيته المستقلة. ويتكون من عدة شعب هي: 
- شعبة الوثائق والمخطوطات
- شعبة المطبوعات والنشر
- شعبة التصوير
- شعبة الخرائط التاريخية
- شعبة قدماء المجاهدين
- شعبة الرواية الشفوية
- شعبة البحوث والدراسات
- شعبة المكتبة.

## المركز الوطني للمحفوظات والدراسات التاريخية
هو مركز دراسات في ليبيا تم انشائه في 2009 نتيجة لقرار من اللجنة الشعبية العامة صدر في 24 مارس 2009 والخاص بدمج «مركز جهاد الليبيين للدراسات التاريخية» و«المركز الوطني للمخطوطات التاريخية والمحفوظات»، بحيث تتولى اللجنة الشعبية العامة الإشراف عليه (سابقا).